# رولي ماركس
رولي ماركس (بالإنجليزية: Roly Marks)‏ هو سياسي نيوزلندي، ولد في 4 فبراير 1893، وتوفي في 12 نوفمبر 1977. حزبياً، نشط في Social Credit Party (New Zealand) ‏.